# Isabel Schnabel
Isabel Schnabel (nata Gödde; Dortmund, 9 agosto 1971) è un'economista tedesca, dal gennaio 2020 membro del Comitato esecutivo della Banca centrale europea. Docente di economia prima all'Università di Mainz e poi all'Università di Bonn, nel 2014 ha fatto parte del Consiglio tedesco degli esperti economici..

## Biografia
Nata a Dortmund nel 1971 (all'epoca in Germania Ovest), Schnabel ha iniziato a lavorare come impiegata di banca presso la Deutsche Bank di Dortmund, quindi ha studiato economia presso l'Università di Mannheim, poi a Parigi alla Sorbona e in seguito all'Università di Berkeley, nel 1992.
Nel 2003 ha conseguito il dottorato in "Allocazione sui mercati finanziari" presso il Dipartimento di Economia dell'Università di Mannheim. Nello stesso anno, ha anche scritto un lavoro, "Rischi macroeconomici e crisi finanziarie - Una prospettiva storica", sotto la supervisione di Martin Hellwig. In seguito, ha lavorato presso Axel Börsch-Supan, è stata per la Deutsche Bank a San Pietroburgo e Francoforte. Per i tre anni successivi ha effettuato ricerche presso il Max Planck Institute for Research on Collective Goods, a Bonn.
Nel 2007 Schnabel è diventata professore di economia finanziaria alla Johannes Gutenberg University di Mainz. Nel 2014 è stata nominata membro del Consiglio tedesco degli esperti economici (Sachverständigenrat zur Begutachtung der gesamtwirtschaftlichen Entwicklung), i cosiddetti cinque saggi, e ha iniziato a insegnare Economia finanziaria all'Università di Bonn nel 2015.
Considerata di opinioni moderate sulla politica monetaria, all'inizio del 2019 ha fortemente sconsigliato una possibile fusione di Deutsche Bank e Commerzbank. Sempre nel 2019, in seguito ad una proposta del ministro delle finanze Olaf Scholz, il governo tedesco ha nominato Schnabel nel consiglio di amministrazione della Banca centrale europea, in sostituzione di Sabine Lautenschläger, dimessasi in anticipo perché in disaccordo con la politica economica della BCE.  Poco dopo la nomina, l'Eurogruppo ha sostenuto la candidatura di Schnabel per un mandato di 8 anni non rinnovabile.
Nel consiglio di amministrazione, Schnabel è responsabile delle operazioni di mercato. In questo ruolo, supervisiona il programma di "Quantitative easing" da 2,6 trilioni di euro (2,9 trilioni di dollari) della BCE.

## Vita privata
Isabel Schnabel è sposata con l'economista Reinhold Schnabel. La coppia ha tre figlie.

## Altre attività

### Agenzie di regolamentazione
- Deutsche Bundesbank, membro del comitato consultivo scientifico del Centro dati e servizi di ricerca (RDSC) (dal 2016)
- Comitato europeo per il rischio sistemico (ESRB), membro del comitato scientifico consultivo (dal 2015)
- Autorità federale di vigilanza finanziaria (BaFin), presidente del comitato consultivo (membro dal 2008) e membro del consiglio di amministrazione (dal 2013)

### Organizzazioni di ricerca
- Verein für Socialpolitik, membro della direzione (dal 2015)
- Centro per la ricerca economica europea (ZEW), membro del comitato consultivo scientifico (dal 2012)
- European Historical Economics Society, membro del consiglio di fondazione (2005-2009)

### Comitati editoriali
- Review of Economics, membro del Board of Associate Editors (dal 2012)
- Financial History Review, membro dell'Editorial Advisory Board (dal 2009)
- Economics of Transition, co-editore (2008-2014)